# Diakhankés
Les Diakhankés (ou Jahanke, Jahanka, Diakanké, Diakhankes ou Jakhankes) sont un peuple de l'Afrique de l'ouest, présent en  Guinée, Guinée-Bissau, au Sénégal mais aussi au Mali et en Gambie, et comportant d'importantes communautés aujourd'hui fondues dans les communautés du nord de la Côte d'Ivoire, du Burkina Faso  et du Ghana.
Ils sont originairement issus de Clans Soninkés et s'apparentent par métissages multiséculaires au groupe ethnique Mandingues.

## Histoire
Les Diakhankés sont membres d'une communauté d'origine soninké. Cette communauté a été fondée en 1059 par Mbemba Laye Souare. Le mouvement diakhanké, qui se veut basé sur l'expansion pacifiste de l'islam, est apparu au XIVe siècle et s'est développé surtout pendant le règne de Kankou Moussa, empereur du Mandé.
Diakha Laye est originaire de la ville de Diaka dans le Macina. Après de longues pérégrinations, il est passé par le Diafounou, le Saloum (Sénégal) pour enfin s'installer dans le Bambouk, sur la rive du Bafing. Il fonda une localité à laquelle il donna le nom de son village d'origine, « Diakha ». Cette localité qu’il a fondé à l’aide de ses 3 cousins maternels (Kharou Mahmoud Fofana-Guirassy, Tounlé Fadiga, Dramé-Bâ) s'appelle Bambougou-Diakha ; le premier s'appelant Macina-Diakha.
La communauté diakhanké s'articule à l'origine autour de quatre clans soninké : 
- Souaré (Tandia-Sambakhès) ;
- Dramé (Kandji Missané) ;
- Fofana-Guirassy ;
- Fadiga (Dibassy).

Ces quatre clans fondateurs sont appelés « Les Quatre foyers » (ou « boloun naano » ou « boulou naano »). À ces quatre clans se sont ajoutés entre autres les Diakhité-Kaba, les Sylla, les Diaby-Gassama,les Dansokho, les Diakhaby, les Badio, les Sakho, , etc. Ces derniers furent, semble-t-il, les autochtones des diakhankés[réf. souhaitée] qui, en tant que hôtes, reçurent et vénérèrent leurs frères d'ethnie (les quatre clans ci-haut mentionnés) comme ce fut la coutume des diakhankés depuis toujours[réf. souhaitée]. On trouve aussi d'autres patronymes comme les Minté, les Diaouné, les Touré, les Simakha, les Kadiakhé (Makhannéra), les Cissé.
L'instabilité politique qu'a subi l'empire du Manding due aux nombreuses guerres d'indépendance de ses provinces, a provoqué le déclin de Bambougou Diakha. Les Diakhankés se sont dès lors dispersés notamment vers le Sénégal oriental, dans les provinces du Boundou, Dantilia, Niokolo et Wulli, etc. Certains ont suivi les routes commerciales des Dioula. Des villages ont été fondés par les marabouts diakhankés. Les Dramé se sont installés à Goundiour, les Diaby à Didé, les Diakhité à Toumboura et Dieylani, les Sylla à Bani Israël, etc. Tous ces villages sénégalais étaient de grands centres d'enseignement religieux[réf. souhaitée].
Les guerres de conquête coloniale opposant d'une part El Hadj Oumar Tall et Mamadou Lamine Dramé, et d'autre part l'armée coloniale française ont provoqué une nouvelle dispersion des Diakhankés. La ville de Touba en Guinée a été fondée au début du XIXe siècle (1815) par un autre Salim, surnommé Karamokhoba Diaby Gassama, originaire de Didé au Sénégal. Touba a été le centre principal du mouvement Diakhanké jusqu'à l'arrestation par l'administration coloniale, de Karan Sankoung, arrière-petit-fils de Karamokhoba en mars 1911. Il s'est ensuivi un autre mouvement de dispersion des gens de Touba vers le Sud du Sénégal, la Guinée-Bissau, la Côte d'Ivoire, etc.
Les Diakhankés se sont toujours, conformés à la doctrine de El Hadj Salim Souare, opposés à toute forme de guerre (conquête ou Djihad). Ils se sont toujours occupés de l'enseignement pacifique (Heera sila) de l'Islam. Mais ils étaient aussi capables de se défendre de façon très directe, raison pour laquelle ils sont craints et respectés de tous[réf. souhaitée].
Les Diakhankés sont appelés Toubaka en Guinée, Azer en Mauritanie, Wangara en milieu Haoussa, Suwarians (de Souaré) par les Anglais.
Selon la légende[Laquelle ?], certains clans Diakhankés descendraient des compagnons du Prophète[réf. souhaitée]. C'est ainsi que les Dramé seraient des descendants de Salman al Farissi, les Fofana-Guirassy de Abou Bakr, les Diaby de Omar Bin Khattab, les Sylla de al Abbas[réf. souhaitée]. Ces dires restent tout de même probables[réf. souhaitée] dû au fait que la ville de Macina Dia était une ville carrefour qui donnait sur le Sahel à l'est et au nord et sur l'Afrique subsaharienne au sud. Il est aussi reconnu que lors de leur arrivée en Afrique, certains hommes de l'armée de Oqba Ibn Nafi Al Fihri prirent pour épouses et pour concubines des femmes africaines berbères pour certains et sarakholé, peul ou d'autres ethnies encore, pour d'autres[réf. souhaitée]. Les historiens eux-mêmes[Lesquels ?], qu'ils soient Arabes ou non, attestent de plusieurs mélanges de ce genre au cours de l'histoire[réf. souhaitée]. Ces mélanges alléguées sont fortement discutables devant l'absence de preuves concluantes[Interprétation personnelle ?]. Certaines personnes[Lesquelles ?] mettent en doute l'origine arabe des Diakhankés, en interprétant ça comme une volonté de leur part de se dissocier des polythéistes et d'autres « mécréants » noirs africains[réf. souhaitée].
Malgré la sagesse de leur analyse, ils ne peuvent pas apporter de preuve solide historique qui réfuterait les origines arabe et/ou berbère de certains clans Diakhankés Sarakhollés et peuls. Pour beaucoup de chercheurs et d'anthropologues, les Diakhankés n'ont rien à voir ou à avoir avec des origines arabes ou berbères (ils ne sont ni plus ni moins que des Africains, comme toutes les autres populations noires du continent africain). L'installation des Diakhanké en milieu mandingue leur a fait perdre leur langue d'origine le sarakholé, cependant certains diakhankés installés en milieu sarakhollé parlent encore cette langue tels que les diakhanké du Sénégal oriental ou encore ceux toujours installés en territoire Malien. Les Diakhankés sont donc pour la plupart des Sarakhollés établis en milieu mandingue. Les Diakhankés, commencent toujours l’exégèse (tafsir) du Coran en langue Sarakhollé.

## Religion
Les Diakhankés sont essentiellement connus pour leur érudition dans les sciences islamiques et leur très grande piété[réf. souhaitée]. L'explorateur Ibn Battûta en témoigne dans son livre[Lequel ?]. En effet, lors de son voyage dans l'empire du Ghana, il s'est arrêté au village de Diakha dans le Macina, village dont sont originaires les Diakhankés. Il écrit à leur sujet[réf. souhaitée] : « les gens de Diakha sont anciens dans l'Islam, ils sont pratiquants et chercheurs de sciences ».
Les Diakhankés sont très respectés par les différentes ethnies d'Afrique de l'Ouest qui les considèrent comme des descendants de Walîy (saint). En effet, de nombreux érudits diakhankés ont atteint le degré de proximité avec Allah le plus élevé, celui de la wilaya.[réf. souhaitée] Ils sont souvent maîtres soufis[réf. souhaitée], versés dans les sciences du batin (« secret »). Ils adhèrent à l'école de jurisprudence de l'imam Malik ibn Anas (fiqh Maliki) et au dogme (aquida) acharite. Les clercs Diakhankés interprètent les rêves et donnent des amulettes de protection[réf. souhaitée], qui continuent à être très prisées[réf. souhaitée]. Ils célèbrent le Mawlid an-Nabi (naissance du Prophète), l'aid el fitr (عيد الفطر), fête de la fin du Ramadan, et l'aïd al-Adha.

## Population
La population diakhanké est estimée[Par qui ?][Quand ?] à plus de 200 000 individus[réf. souhaitée] répartis entre le Sénégal, la Guinée Conakry, la Gambie, la Guinée-Bissau, le Mali (dans la zone de Kéniéba). Les Diakhankés sont une communauté d'origine soninké, installée en milieu malinké dont ils ont emprunté la langue. Ils sont souvent agriculteurs ou commerçants, et fréquemment prédicateurs musulmans ou marabouts.
La variante mandingue que les Diakhankés parlent est appelée « Diakhangakan » ou « parler Diakhanké » qui selon les milieux est proche du Khassonké, du kabounké et du malinké. Le vocabulaire soninké a tendance à disparaître pour être de plus en plus remplacé par les expressions malinké. On note aussi des emprunts à la langue peul et sousou.
Au Sénégal, ils se sont surtout établis dans les régions de Tambacounda, de Kédougou, de Kolda et de Ziguinchor. La plus grande localité Diakhanké du Sénégal est certainement Missirah (Tambacounda). On pourra donc remarquer que beaucoup de diakhankés portent des noms de familles d'origine pulaar tels que « Sidibe » ou « Diallo ».
Au fil du temps, par leurs activités commerciales et par la religion, les Diakhankés ont été au centre de métissages et de brassages divers. Au point que leur langue à l'origine soninké est fortement influencée, en fonction des milieux par le mandingue, le sousou, et même le peul. Mais par-delà les frontières qui les dispersent entre la Guinée, le Sénégal, le Mali, etc., la tradition diakhanké survit aux influences. La cuillère traditionnelle ou « kalama » continue de symboliser l’unité et la concorde. La religion reste aussi un ciment fédérateur, pour le groupe en lui-même et par rapport à son environnement.

## Méthode d'enseignement
La méthode d'enseignement Diakhanké consiste à éduquer les jeunes aux valeurs musulmanes, tout en encourageant les activités intellectuelles dans leur environnement naturel le programme standard du Majliss[pas clair]. Cela incorpore une introduction formelle dans les règles régissant la lecture et la mémorisation du Coran.
Elle est suivie par une étude approfondie des études classiques de l'Ulum al-hadith (science du hadith), Usul al-fiqh (jurisprudence islamique), Nahw arabi ou Qawāidu 'l-luġati l'Arabiyyah (arabe standard Grammaire) : acquisition du langage. Le programme est conclu par la suite par des cours de niveau avancé sur la science de l'exégèse coranique (tafsir). Autrefois[Quand ?], un total de 28 livres devaient être maîtrisé avant que l'étudiant ne puisse recevoir sa hijaza ou sanad (autorisation d'enseigner) de l'Université. Pour obtenir leur diplôme, les étudiants étaient tenus de complètement copier ces 28 livres individuels à la main. Si elle est approuvée par le cheikh, l'étudiant obtenait la permission de commencer l'enseignement islamique dans son propre Karanta (l'école).

## Personnalités diakhanké
- Ahmed Tidiane Souaré, politique guinéen
- Fodé Kaba, était un marabout diakhanké du XIXe siècle
- Lamine Guirassy, journaliste guinéen
- Mamadou Sylla, homme politique guinéen
- Mamadou Sakho, footballeur français d'origine sénégalaise
- Makhily Gassama, professeur certifié de lettres, de classe exceptionnelle, ancien ministre de la culture du Sénégal, ex Directeur général de la culture à la Francophonie, ex Représentant régional de l'UNESCO en Afrique centrale
- MHD, de son vrai nom Mohamed Diaby Sylla (1994-), rappeur français d'origine guinéenne
- Ibrahima Sylla (1956-2013), producteur de musique sénégalais
- Sidya Touré, homme politique guinéen
- Gazo, rappeur français d'origine guinéenne
- Serhou Guirassy, footballeur guinéen
- Mouctar Diakhaby, footballeur guinéen
- Mohamed Bayo, footballeur guinéen
- Abdoulaye Touré, footballeur guinéen
- Bahereba Guirassy, footballeur franco-guinéen
- Dembo Sylla, footballeur guinéen
- Ibrahim Diakité, footballeur guinéen
- Mohamed Simakan, footballeur français d'origine guinéenne
- Bafodé Diakité, footballeur français d'origine guinéenne
- Kandet Diawara, footballeur guinéen
- Sounkamba Sylla, athlète française d'origine guinéenne
- Bakaye Dibassy, footballeur malien
- Moustapha Mamba Guirassy, homme politique sénégalais